# Zeulenroda-Triebes
Zeulenroda-Triebes ist eine Kleinstadt im Osten des Freistaats Thüringen im Vogtland mit 15.890 Einwohnern (31. Dezember 2023). Sie entstand am 1. Februar 2006 durch Umbenennung Zeulenrodas nach dem Zusammenschluss der Städte Zeulenroda und Triebes, wobei die Stadt Triebes aufgelöst und nach Zeulenroda eingegliedert wurde. Zeulenroda-Triebes ist die zweitgrößte Stadt im Landkreis Greiz und hat den Status eines Mittelzentrums.

## Geographie

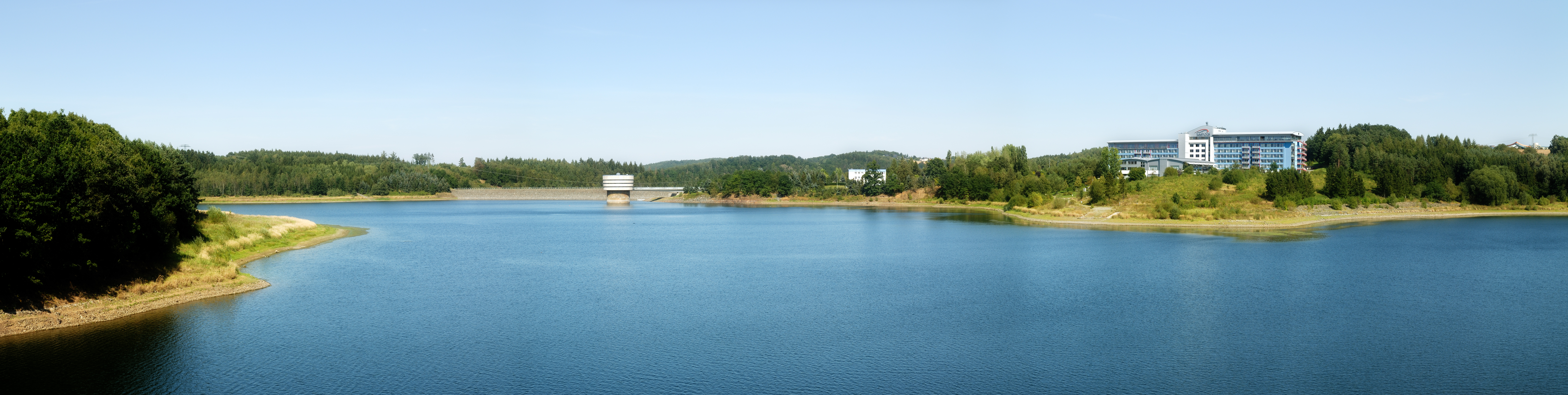
Talsperre Zeulenroda: Blick von der Talsperrenbrücke auf den Stausee mit Staudamm, Wasserentnahmeturm und Seehotel

### Geographische Lage
Zeulenroda-Triebes liegt im Südosten Thüringens direkt an der Landesgrenze zum Freistaat Sachsen. Der Hauptort Zeulenroda liegt an der Bundesstraße 94. Naturräumlich gehört das Gebiet zu den Ostthüringisch-Vogtländischen Hochflächen. Das Zentrum von Zeulenroda liegt auf einer Höhe von 415 m ü. NN (Marktplatz). Zeulenroda wird deshalb auch als Stadt auf der Höhe bezeichnet. Triebes liegt dagegen im Tal des gleichnamigen Flusses. Höchster Punkt in der Umgebung ist die Schöne Höhe (485 m). Im Zeulenrodaer Gebiet gibt es Diabas-Gestein, Phyllit, Quarzit und Tonschiefer (Alaunschiefer). Die Böden im Thüringer Schiefergebirge besitzen einen hohen Feinerdeanteil und einen hohen Humusgehalt. Sie sind unter den klimatischen Bedingungen ertragsstabil. Vor den Toren von Zeulenroda befindet sich die Talsperre Zeulenroda an der Weida. Um den südöstlichen Ortsteil Pöllwitz erstreckt sich der Pöllwitzer Wald.

### Nachbargemeinden
An das Stadtgebiet grenzen im Landkreis Greiz die Gemeinde Langenwetzendorf, die Städte Greiz, Auma-Weidatal und Hohenleuben sowie die vollständig umschlossenen Orte Langenwolschendorf und Weißendorf. Außerdem grenzt Zeulenroda-Triebes an den Nachbarlandkreis Saale-Orla und den sächsischen Vogtlandkreis.

### Stadtgliederung
| Ortsteil                     | zugehörige Orte                                                              | Bemerkungen                                                                                 |
| ---------------------------- | ---------------------------------------------------------------------------- | ------------------------------------------------------------------------------------------- |
| Arnsgrün-Bernsgrün-Pöllwitz* | Arnsgrün, Büna, Bernsgrün, Dobia, Frotschau, Pöllwitz, Schönbrunn, Wolfshain | Eingliederung am 1. Juli 1999 in Vogtländisches Oberland, Umgliederung am 31. Dezember 2012 |
| Dörtendorf*                  | Dörtendorf                                                                   | 1. April 1999 zu Triebes                                                                    |
| Förthen                      | Förthen                                                                      | 1. Mai 1994 zu Zeulenroda                                                                   |
| Kleinwolschendorf            | Kleinwolschendorf                                                            | 1. April 1992 zu Zeulenroda                                                                 |
| Läwitz                       | Läwitz                                                                       | 1. Mai 1994 zu Zeulenroda                                                                   |
| Leitlitz                     | Leitlitz                                                                     | 14. Juli 1993 zu Zeulenroda                                                                 |
| Mehla*                       | Mehla                                                                        | 6. April 1994 zu Triebes                                                                    |
| Merkendorf*                  | Merkendorf, Piesigitz                                                        | 1. Dezember 2011 zu Zeulenroda-Triebes                                                      |
| Niederböhmersdorf            | Niederböhmersdorf                                                            | 1. Juli 1992 zu Zeulenroda                                                                  |
| Pahren                       | Pahren                                                                       | 1. Mai 1994 zu Zeulenroda                                                                   |
| Silberfeld*                  | Quingenberg, Silberfeld                                                      | 1. Dezember 2011 zu Zeulenroda-Triebes                                                      |
| Stelzendorf                  | Stelzendorf                                                                  | 1. Januar 1974 zu Pahren                                                                    |
| Triebes*                     | Triebes                                                                      | 1. Februar 2006                                                                             |
| Weckersdorf*                 | Weckersdorf                                                                  | 1. Mai 1994 zu Zeulenroda                                                                   |
| Zadelsdorf*                  | Zadelsdorf                                                                   | 1. Dezember 2011 zu Zeulenroda-Triebes                                                      |

*Ortsteile besitzen Ortsteilbürgermeister und Ortsteilräte
Neben diesen in der Hauptsatzung der Stadt Zeulenroda-Triebes genannten Ortsteilen existieren u. a. die Ortslagen Märien, Meinersdorf, Grüna, Rötlein und Kranich.
Außerdem hat Zeulenroda-Triebes für Langenwolschendorf und Weißendorf den Status einer erfüllenden Gemeinde.

## Geschichte

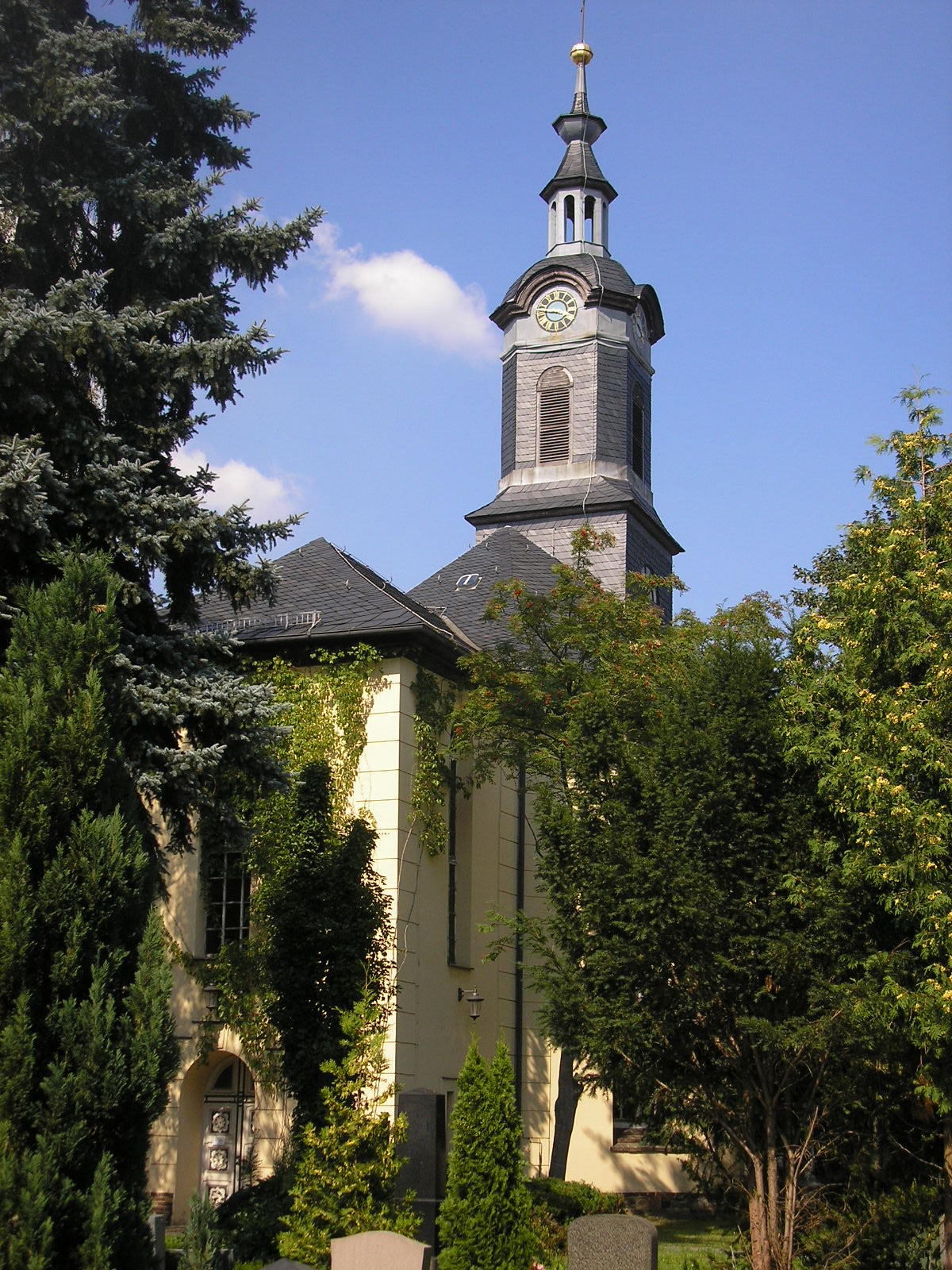
Kreuzkirche

Etwa im 9. Jahrhundert begannen die Sorben, das Gebiet um die heutige Stadt zu besiedeln. Zuvor war die Region lediglich Durchzugsgebiet. 1209 wurde Triebes – eine sorbische Ortsgründung – erstmals als Tributz erwähnt. In der ersten Hälfte des 13. Jahrhunderts gründeten die Vögte von Weida den Ort Zeulenroda. Am 14. August 1325 wurde Zeulenroda erstmals als Zulenrode urkundlich erwähnt. In einer Urkunde des Saalburger Nonnenkloster zum Heiligen Kreuz werden alle Dörfer und Bauern namentlich genannt, die dem Kloster mit Grundbesitz zinspflichtig sind. Darin heißt es: In Zulenrode unus mansus, quem colit... dictus Dressel. Durch die verkehrsgünstige Lage an der Kreuzung der Straßen Weida–Hof und Auma–Elsterberg entwickelte sich die Siedlung zu einem lebhaften Marktort. Am 26. September 1438 wurde Zeulenroda das Stadtrecht verliehen. 1500 wurde Zeulenroda an die Herren Reuß (Plauener Linie) verpfändet. Durch den Verlust des Hinterlands verarmten die Bürger der Stadt. 1564 wurde das reußische Gebiet in eine jüngere, mittlere und die ältere Linie, zu der Zeulenroda gehörte, geteilt. Triebes gehörte hingegen bis 1848 zu Reuß-Schleiz, danach bis 1918 zum Fürstentum Reuß jüngerer Linie.
Um 1750 entwickelte sich Zeulenroda zu einer Hochburg der Strumpfwirkerei und erlangte bis ins 19. Jahrhundert hinein Weltruhm. Außerdem gewannen im Laufe der Zeit das Tischlerhandwerk sowie die Gummiwirk- und Strickwarenfabrikation an Bedeutung. Nach den Entwürfen des Fabrikanten Christian Heinrich Schopper wurde von 1825 bis 1827 im klassizistischen Stil das heutige Rathaus errichtet, in die 1880 auch die 1851 gegründete Sparkasse Zeulenroda einzog. Der Deutsche Krieg brachte 1866 das Fürstentum Reuß ältere Linie, welches auf Österreichs Seite stand, an den Rand der Auflösung. Nach dem Krieg trat Reuß ältere Linie dem Norddeutschen Bund bei und wurde 1871 Teil des Deutschen Reiches. 1883 wurde die durch Zeulenroda und Triebes führende Bahnstrecke der Mehltheuer-Weidaer Eisenbahn-Gesellschaft eingeweiht. Einen direkten Anschluss erhielt die Stadt aber erst mit der 1914 eröffneten Bahnstrecke Zeulenroda unt Bf – Zeulenroda ob Bf.
1919 bildeten die beiden reußischen Staaten den Volksstaat Reuß, der bereits 1920 im neu gebildeten Land Thüringen aufging. 1919 erhielt Triebes das Stadtrecht.
Bei den Zeulenrodaer Stadtratswahlen vom 4. Dezember 1932 erreichte die erstmals angetretene NSDAP 9 von 25 Sitzen. Während und nach dem Zweiten Weltkrieg kamen zahlreiche Umsiedler in die Stadt. Das Hochfrequenzlabor der Physikalisch-Technischen Reichsanstalt unter seinem Leiter Adolf Scheibe war mit Einsetzen der Flächenbombardements auf Berlin nach Zeulenroda verlegt worden. Bei einem Angriff der US-Luftwaffe auf Zeulenroda gab es am 17. März 1945 acht Tote. Insgesamt blieb Zeulenroda weitestgehend vom Krieg verschont. Die 3. US-Armee besetzte die Stadt am 16. April 1945 ohne Kampfhandlungen. Ab 1. Juli 1945 stand die Stadt dann unter sowjetischer Verwaltung. Bei ihrem Abzug aus Thüringen evakuierten die Amerikaner das Hochfrequenzlabor samt Mitarbeitern und deren Familien nach Heidelberg. Die Maschinenfabriken Kneusel und Lang wurden als Reparationsleistungen an die Sowjetunion demontiert.
Nach Gründung der DDR wurde Zeulenroda 1952 im Zuge der Kreisreformen in der DDR Kreisstadt des Kreises Zeulenroda im Bezirk Gera.
Am 13. August 1973 kam es zum Einsturz des vorderen Teils der im Bau befindlichen Talsperrenbrücke nach Auma. Vier Tote und fünf Schwerverletzte waren zu beklagen. Die Arbeiten (erstmals eine Brücke im freien Vorbau) fanden unter Termindruck und bei Zwang zur Stahleinsparung statt. Da sich das Unglück am Jahrestag des Mauerbaus ereignete, wurde zunächst Sabotage vermutet. Der Chefingenieur und zwei Mitarbeiter wurden im Mai 1974 vom Bezirksgericht Gera zu mehrjährigen Gefängnisstrafen verurteilt, dann jedoch vom Obersten Gericht der DDR freigesprochen. Im Zuge der Ermittlungen wurde letztendlich festgestellt, dass veraltete Konstruktionsvorgaben die Ursache waren. Am 20. Juni 1975 wurde die neue Trinkwassertalsperre an der Weida offiziell übergeben.
Am 19. Oktober 1989 fand in Zeulenroda erstmals eine politische Demonstration gegen die SED-Diktatur statt. An ihr nahmen etwa 3.000 Menschen teil. Am 13. November trat die SED-Kreisleitung zurück. Bei den ersten freien Kommunalwahlen nach der Wende am 6. Mai 1990 wurden Frank Steinwachs (CDU) Zeulenrodaer Bürgermeister und Martina Schweinsburg (CDU) Landrätin des Kreises Zeulenroda. In Triebes wurde Gerhard Helmert (CDU) zum Bürgermeister gewählt und blieb es bis zur Fusion mit Zeulenroda. Die Volkseigenen Betriebe wurden privatisiert, die Arbeitslosigkeit stieg dramatisch an. Die zu DDR-Zeiten ansässigen VEB WEMA (Werkzeugmaschinenbau), Möbelkombinat, Rotpunkt (Gummiwaren) sowie Elastic Mieder (Dessous) wurden infolge der Wende nach und nach aufgelöst; neue Unternehmen, darunter die Bauerfeind AG, siedelten sich auf neuen Gewerbeflächen an.
Durch die Thüringer Kreisreform verlor Zeulenroda 1994 den Kreisstadt-Status. Eine rückläufige Bevölkerungszahl und der mögliche Verlust des Zeulenrodaer Status als Mittelzentrum ließen Triebes und Zeulenroda die seit längerem praktizierte Zusammenarbeit intensivieren. 2005 fassten beide Stadträte Beschlüsse zur Fusion. Der Thüringer Landtag beschloss am 26. Januar 2006 mit einem Neugliederungsgesetz die Auflösung der Stadt Triebes und die Eingliederung nach Zeulenroda zum 1. Februar 2006 sowie die Änderung des Stadtnamens in Zeulenroda-Triebes. Der Freistaat Thüringen unterstützte diese freiwillige Fusion mit einer einmaligen Zuwendung von 1 Million Euro.
2008 bewarb sich Zeulenroda-Triebes erfolglos um die Ausrichtung der Landesgartenschau 2013. Am 1. Dezember 2011 wurden die Gemeinden Merkendorf, Silberfeld und Zadelsdorf nach Zeulenroda-Triebes eingemeindet. 2012 wurde die benachbarte Gemeinde Vogtländisches Oberland aufgelöst und deren Ortsteile Arnsgrün (mit Büna), Bernsgrün (mit Frotschau und Schönbrunn) sowie Pöllwitz (mit Dobia und Wolfshain) in die Stadt Zeulenroda-Triebes eingegliedert. Diese wurden zum Ortsteil Arnsgrün-Bernsgrün-Pöllwitz zusammengeschlossen.

### Einwohnerentwicklung von Zeulenroda
1908 überschritt die Einwohnerzahl Zeulenrodas die 10.000er-Marke. 1946 war die Stadt durch viele Umsiedler, die infolge der Kriegswirren ihre Heimat verloren hatten und nach Zeulenroda gekommen waren, auf über 14.000 Einwohner angewachsen. Zu Beginn der Neunzigerjahre wohnten in Zeulenroda über 15.000 Menschen. In den letzten Jahren ist wegen der demografischen Entwicklung und aufgrund von Wegzügen die Zahl der Einwohner leicht rückläufig.

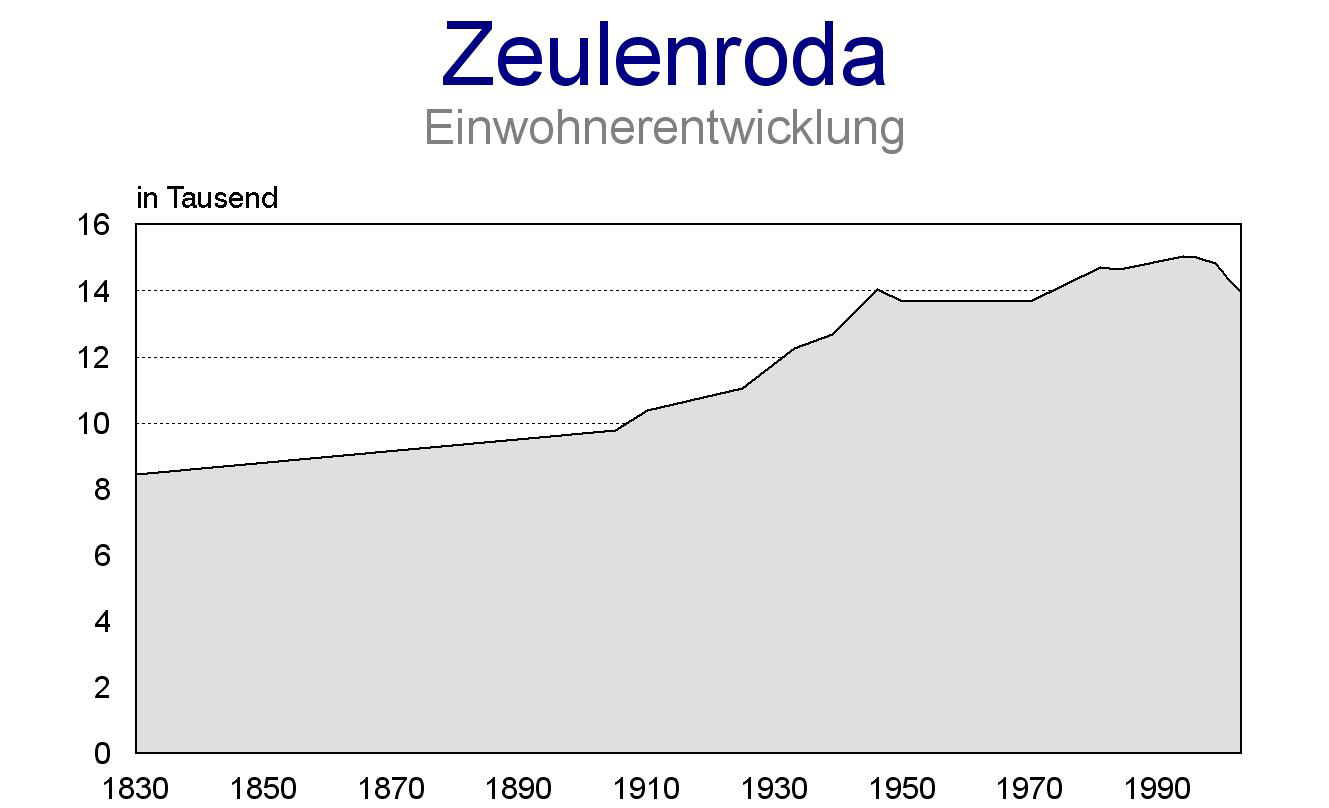
Einwohnerentwicklung

Entwicklung der Einwohnerzahl (ab 1960 31. Dezember):
| 1830 bis 1950 - 1830: 8.449 - 1905: 9.776 - 1910: 10.389 - 1925: 11.047 - 1933: 12.247 - 1939: 12.688 - 1946: 14.039 1 - 1950: 13.694 2 | 1960 bis 1998 - 1960: 13.684 - 1981: 14.709 - 1984: 14.659 - 1994: 15.044 - 1995: 15.021 - 1996: 15.026 - 1997: 14.959 - 1998: 14.906 | 1999 bis 2005 - 1999: 14.826 - 2000: 14.600 - 2001: 14.358 - 2002: 14.158 - 2003: 13.961 - 2004: 13.750 - 2005: 13.434 |

 Datenquelle ab 1994: Thüringer Landesamt für Statistik
1 29. Oktober

2 31. August

### Einwohnerentwicklung von Triebes
Die Einwohnerzahl von Triebes ist nach der Wende relativ konstant geblieben, was jedoch auf die Eingemeindungen von Mehla und Dörtendorf zurückzuführen ist. Sie schwankte zwischen 4.000 und 4.300 Einwohner.
Entwicklung der Einwohnerzahl (ab 1994 31. Dezember):
| - 1842: 1254 - 1933: 4814 - 1939: 4816 - 1994: 4174 - 1995: 4146 | - 1996: 4128 - 1997: 4120 - 1998: 4083 - 1999: 4261 - 2000: 4230 | - 2001: 4192 - 2002: 4144 - 2003: 4113 - 2004: 4099 - 2005: 4040 |

 Datenquelle ab 1994: Thüringer Landesamt für Statistik

### Einwohnerentwicklung von Zeulenroda-Triebes
Entwicklung der Einwohnerzahl (31. Dezember):

Einwohnerentwicklung bis 2017

| - 2005: 17.4741 - 2006: 17.211 - 2007: 16.924 - 2008: 16.606 - 2009: 16.344 - 2010: 16.139 - 2011: 16.445 - 2012: 17.347 - 2013: 17.098 | - 2014: 16.948 - 2015: 16.901 - 2016: 16.115 - 2017: 16.594 - 2018: 16.4879 - 2019: 16.350 - 2020: 16.194 - 2021: 15.986 - 2022: 16.021 | - 2023: 15.890 |

 Datenquelle: Thüringer Landesamt für Statistik
1 vor dem Zusammenschluss der beiden Städte

## Politik

### Stadtrat

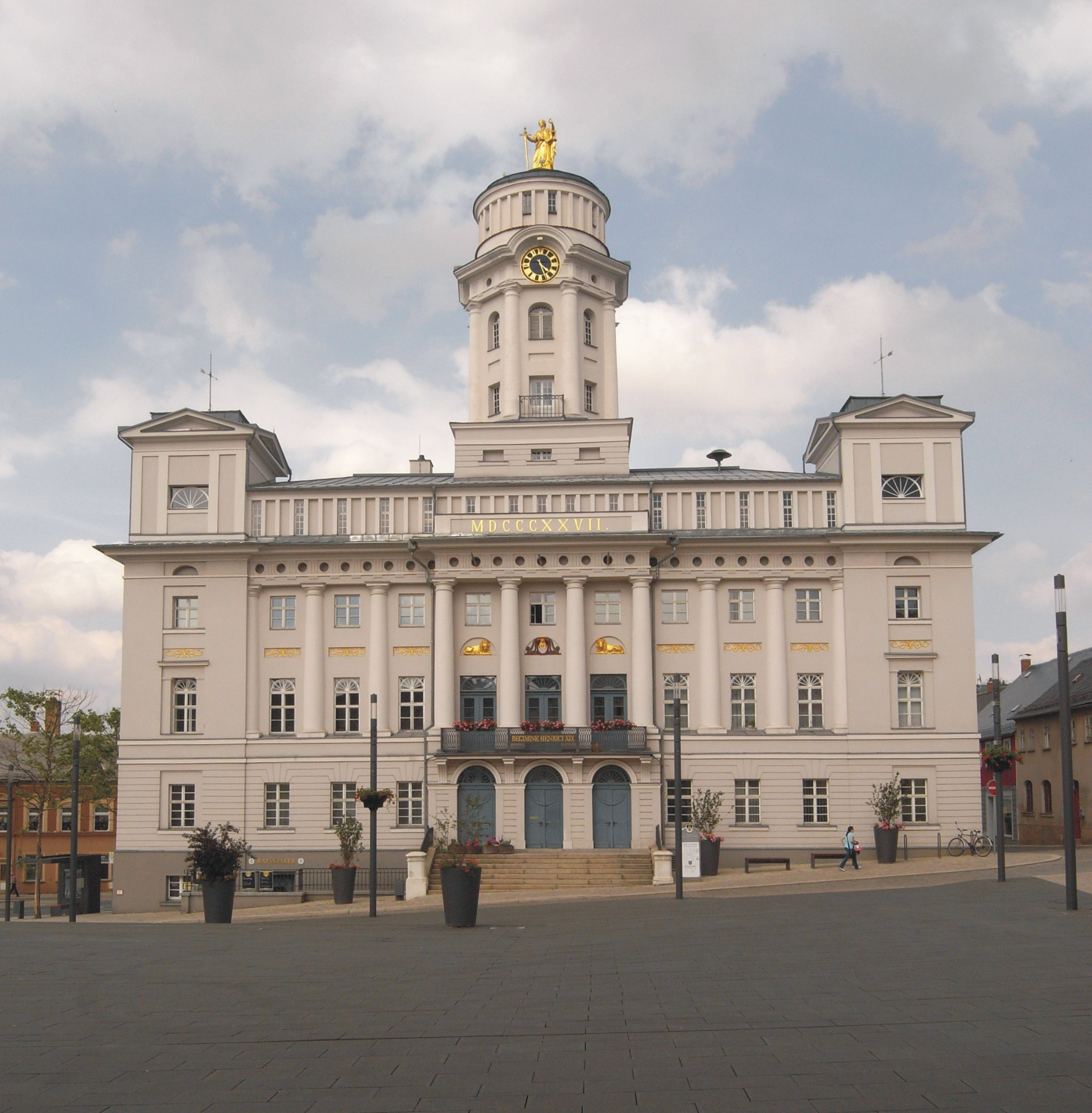
Rathaus der Stadt

Folgende Parteien sind nach der Kommunalwahl am 26. Mai 2024 im Stadtrat vertreten (mit Vergleich zu früheren Wahlen):
| Partei/Liste                                      | 2024 | 2019 | 2014 |
| Christlich Demokratische Union Deutschlands (CDU) | 6    | 5    | 11   |
| Alternative für Deutschland (AfD)                 | 6    | 4    | 0    |
| Bündnis Sahra Wagenknecht                         | 2    | –    | –    |
| Die Linke                                         | 1    | 3    | 5    |
| Sozialdemokratische Partei Deutschlands (SPD)     | 1    | 1    | 3    |
| Freie Demokratische Partei (FDP)                  | –    | 1    | 1    |
| PRO Region Zeulenroda-Triebes                     | 4    | 7    | 0    |
| Wählergemeinschaft Thüringer Vogtland (TV)        | –    | 2    | 2    |
| Bürgerinitiative Zeulenroda (BIZ)*                | 1    | 1    | 2    |
| Pro Kommune – Freie Wählergemeinschaft            | 2    | –    | –    |
| Wählergruppe 24 Zeulenroda-Triebes                | 1    | –    | –    |
| Gesamt                                            | 24   | 24   | 24   |

* BIZ: BI f. sozialverträgliche Abgaben u. Leistungsgerechtigkeit in Zeulenroda u. Umgebung e. V.
Wahlergebnisse vergangener Ratswahlen
| Partei        | 1999   | 2004   | 2009   |
| ------------- | ------ | ------ | ------ |
| CDU           | 49,9 % | 54,1 % | 42,6 % |
| SPD           | 19,1 % | 11,5 % | 15,4 % |
| PDS/Die Linke | 15,9 % | 18,2 % | 20,0 % |
| BIZ           | 8,1 %  | 12,8 % | 12,8 % |
| FDP           | 2,5 %  | 3,4 %  | 9,2 %  |

### Bürgermeister
Im Rahmen der Kommunalwahlen in Thüringen 2024 fand am 26. Mai 2024 der erste Wahlgang der Bürgermeisterwahl in Zeulenroda-Triebes statt. Dabei traten sieben Kandidaten gegeneinander an. Bei einer Wahlbeteiligung von 67,7 % erreichte der AfD-Kandidat Andreas Stiller im ersten Wahlgang mit 20,1 % die meisten Stimmen vor Heike Bergmann (IWA – Pro Region, 18,0 %), Dieter Weinlich (parteilos, 15,0 %), Amtsinhaber Nils Hammerschmidt (parteilos, 14,8 %), Markus Hofmann (CDU, 14,1 %), Anja Tischendorf (BSW, 11,1 %) und Heike Büschel (parteilos, 7,0 %).
In der Stichwahl am 9. Juni 2024 setzte sich die Kandidatin Heike Bergmann (IWA – Pro Region) bei einer Wahlbeteiligung von 66,4 % mit 56,1 % vor AfD-Kandidat Andreas Stiller durch, welcher 43,9 % der Stimmen erreichte.
Bisherige Bürgermeister der Stadt Zeulenroda-Triebes bzw. Zeulenroda
Das Stadtrecht von 1438 kannte noch keinen ständigen Bürgermeister. Das Amt wechselte turnusmäßig zwischen mehreren Räten. Der ab 1762 amtierende B. Gottlob Harnisch gilt als erster fester Bürgermeister Zeulenrodas. Nach der Gemeindeverordnung von 1871 gab es einen zweiköpfigen Stadtvorstand aus Erstem (unten angegeben) und Zweitem Bürgermeister.
| Zeitraum  | Name                                          |
| --------- | --------------------------------------------- |
| 2018–2024 | Nils Hammerschmidt                            |
| 2012–2018 | Dieter Weinlich                               |
| 1990–2012 | Frank Steinwachs                              |
| 1986–1990 | Siegfried Böhm                                |
| 1961–1986 | Werner Meißner                                |
| 1946–1960 | Paul Gunzenheimer                             |
| 1946      | Ernst Gräf                                    |
| 1945–1946 | Ernst Lenzner (durch US-Besatzung eingesetzt) |
| 1939–1945 | Curt Zeh (in Vertretung)                      |
| 1934–1945 | Walter Söffner                                |
| 1934      | Paul Schaller (Staatskommissar)               |
| 1926–1934 | Paul Breimann                                 |
| 1921–1924 | Oskar Romann                                  |
| 1909–1921 | Ernst Jahn                                    |
| 1899–1909 | Paul Lemcke                                   |
| 1895–1898 | Paul am Ende                                  |
| 1892–1894 | Karl Kloch                                    |
| 1888–1891 | Paul Westphal                                 |
| 1885–1887 | Ferdinand Puschmann                           |
| 1879–1884 | Gustav Heinrich Francke                       |
| 1873–1878 | Karl Friedrich Boy                            |
| 1872      | Albert Felix Linke                            |

| Zeitraum  | Name              |
| --------- | ----------------- |
| 1990–2006 | Gerhard Helmert   |
| 1981–1990 | Lothar Schmeißer  |
| 1959–1981 | Ulrich Engelhardt |
| 1952–1959 | Max Feustel       |
| 1948–1952 | Fritz Kranert     |
| 1945–1947 | Kurt Knoll        |
| 1945      | Heinrich Roth     |
| 1933–1945 | Ernst Vollrath    |
| 1904–1933 | Reinhold Müller   |
| 1900–1904 | Albus Pfeiffer    |

### Weitere Wahlergebnisse
Zur Bundestagswahl 2009 waren in Zeulenroda-Triebes 14.016 Menschen wahlberechtigt. Die Wahlbeteiligung lag bei 53,9 %.
| Partei                | Landtag | Landtag | Landtag |        | Bundestag | Bundestag | Bundestag |
| Partei                | 1999    | 2004    | 2009    | 2002   | 2005      | 2009      |           |
| --------------------- | ------- | ------- | ------- | ------ | --------- | --------- | --------- |
| CDU                   | 53,7 %  | 47,9 %  | 31,9 %  | 30,8 % | 26,2 %    | 30,8 %    |           |
| SPD                   | 16,2 %  | 12,9 %  | 18,4 %  | 39,3 % | 27,0 %    | 15,9 %    |           |
| PDS/Die Linke         | 21,7 %  | 25,5 %  | 29,5 %  | 16,4 % | 27,3 %    | 30,9 %    |           |
| FDP                   | 0,9 %   | 3,6 %   | 7,7 %   | 5,6 %  | 9,0 %     | 10,9 %    |           |
| Bündnis 90/Die Grünen | 1,5 %   | 3,6 %   | 5,5 %   | 4,0 %  | 4,4 %     | 5,3 %     |           |

Bei Landtags- und Bundestagswahlen sind jeweils die Ergebnisse der Landes- bzw. Zweitstimmen angegeben. 

### Städtepartnerschaften
Seit 1990 besteht eine Städtepartnerschaft Zeulenrodas mit Giengen an der Brenz (Baden-Württemberg). Triebes hat Partnerschaftsverträge mit Neunkirchen am Sand (Bayern), Wies (Österreich), Sainte-Florine (Frankreich) und Kostelec nad Orlicí (Tschechien) geschlossen. Darüber hinaus bestehen freundschaftliche Beziehungen zu vier weiteren Städten: Köflach (Steiermark, Österreich), Lauf an der Pegnitz (Bayern), Nýřany (Tschechien) und Le Pré-Saint-Gervais (Frankreich).

## Kultur und Sehenswürdigkeiten

### Museen
Das Städtische Museum beherbergt zahlreiche Exponate zur Geschichte des Ortes, darunter auch den Stadtbrief von 1438. Einen Schwerpunkt bilden Stilmöbel verschiedener Epochen aus Zeulenrodaer Produktion.

### Bauwerke

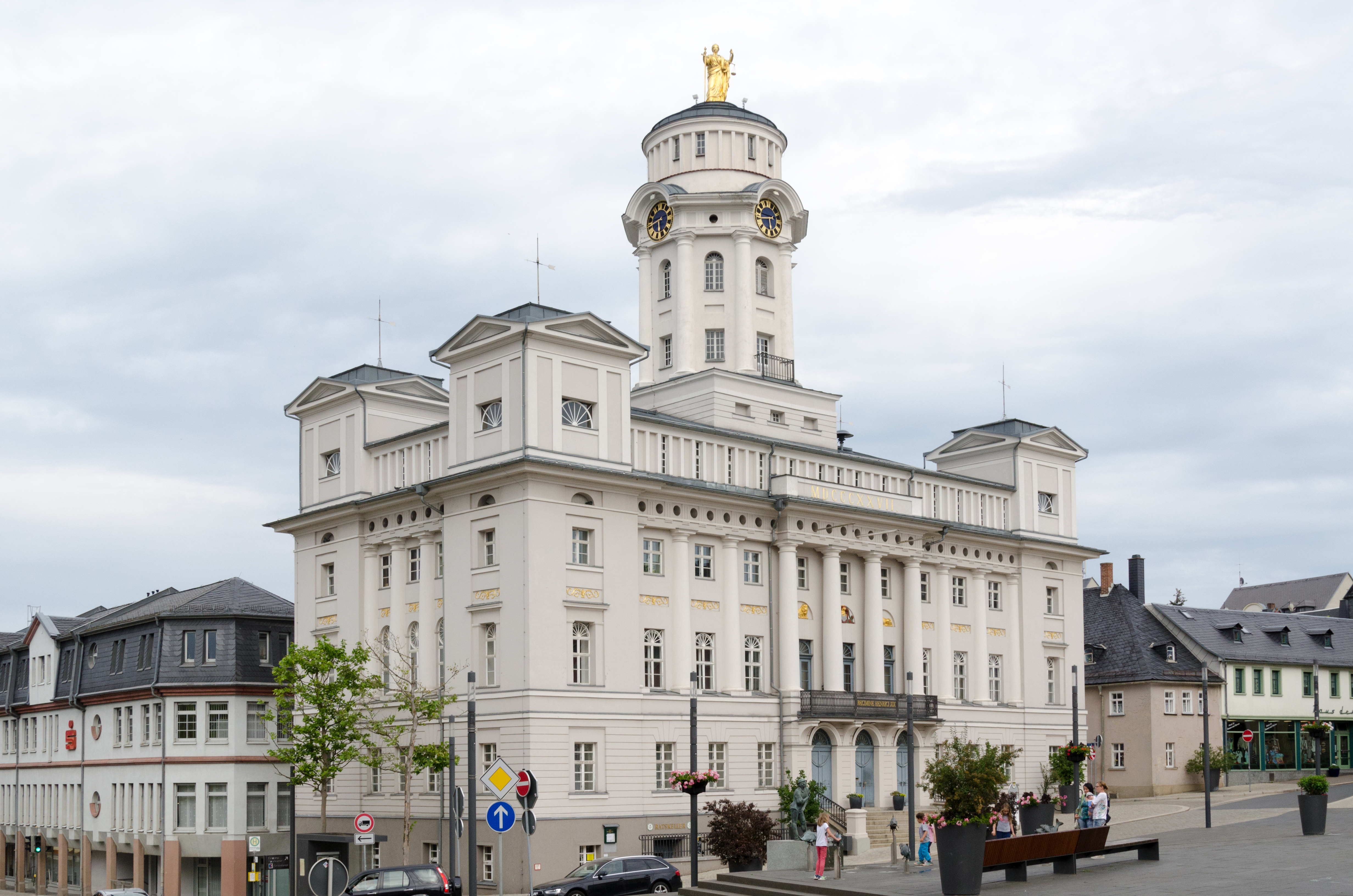
Rathaus in Zeulenroda

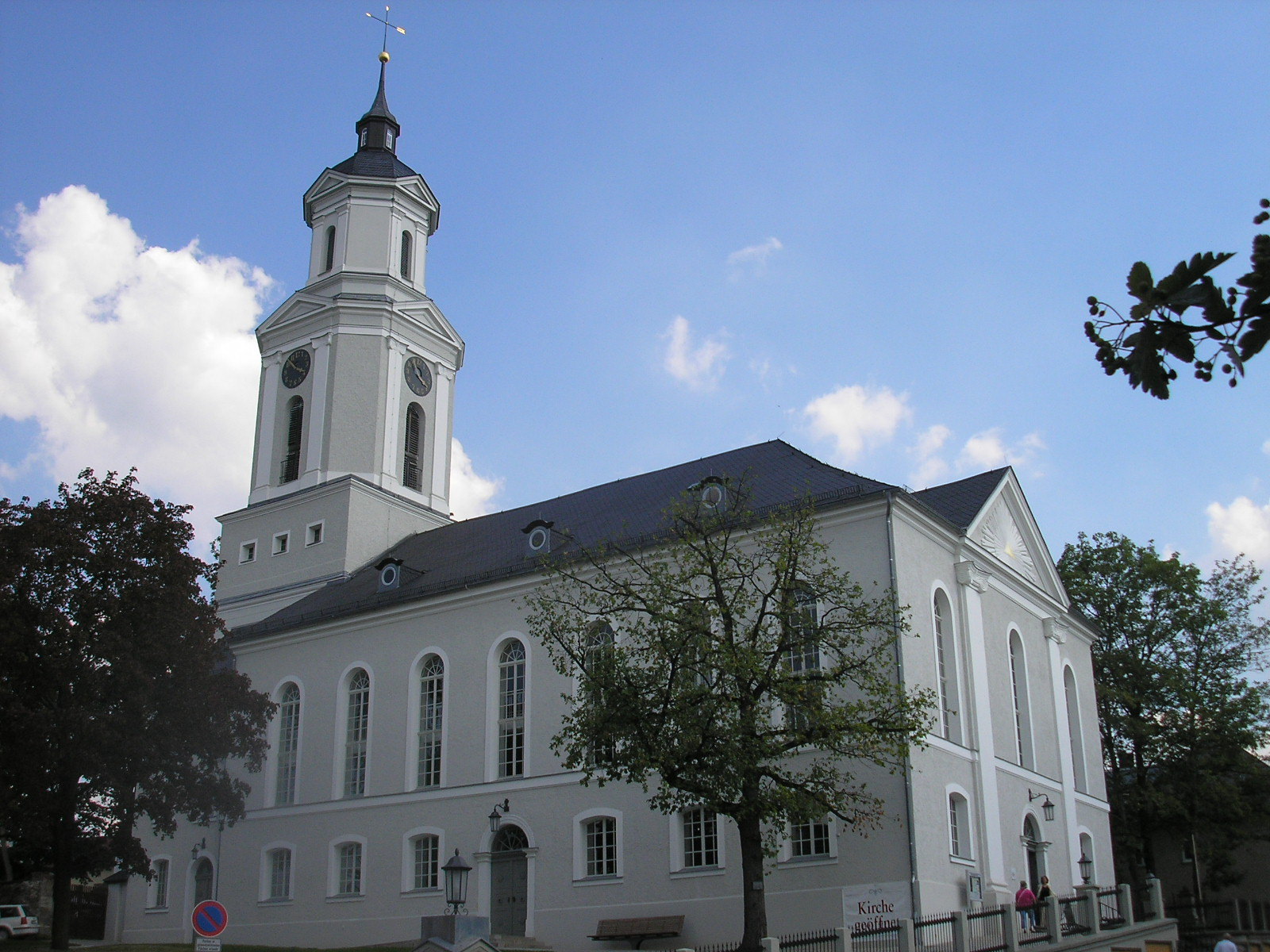
Dreieinigkeitskirche

Das Stadtbild wird vom sehenswerten Rathaus im klassizistischen Stil geprägt. Auf dem Turm des Rathauses befindet sich eine Themis-Statue, der griechischen Göttin der Gerechtigkeit, die von den Einheimischen Gette genannt wird. Vor dem Rathaus befindet sich auf dem Marktplatz der Karpfenpfeifer-Brunnen, der auf den Spitznamen der Zeulenrodaer Bürger „Karpfenpfeifer“ hinweist. Im Stadtzentrum befinden sich die ebenfalls klassizistische Dreieinigkeitskirche und die Kreuzkirche. Einen Besuch wert sind auch die Badewelt Waikiki, das Städtische Museum, das Winkelmannsche Haus in Triebes, das Wildgehege und die Talsperre an der Weida. Zahlreiche Wanderwege, darunter ein Planetenwanderweg und der vom Deutschen Wanderverband als Qualitätsweg Wanderbares Deutschland ausgezeichnete Rundweg um die Talsperre, laden zum Erkunden der Umgebung ein.

### Gedenkstätten

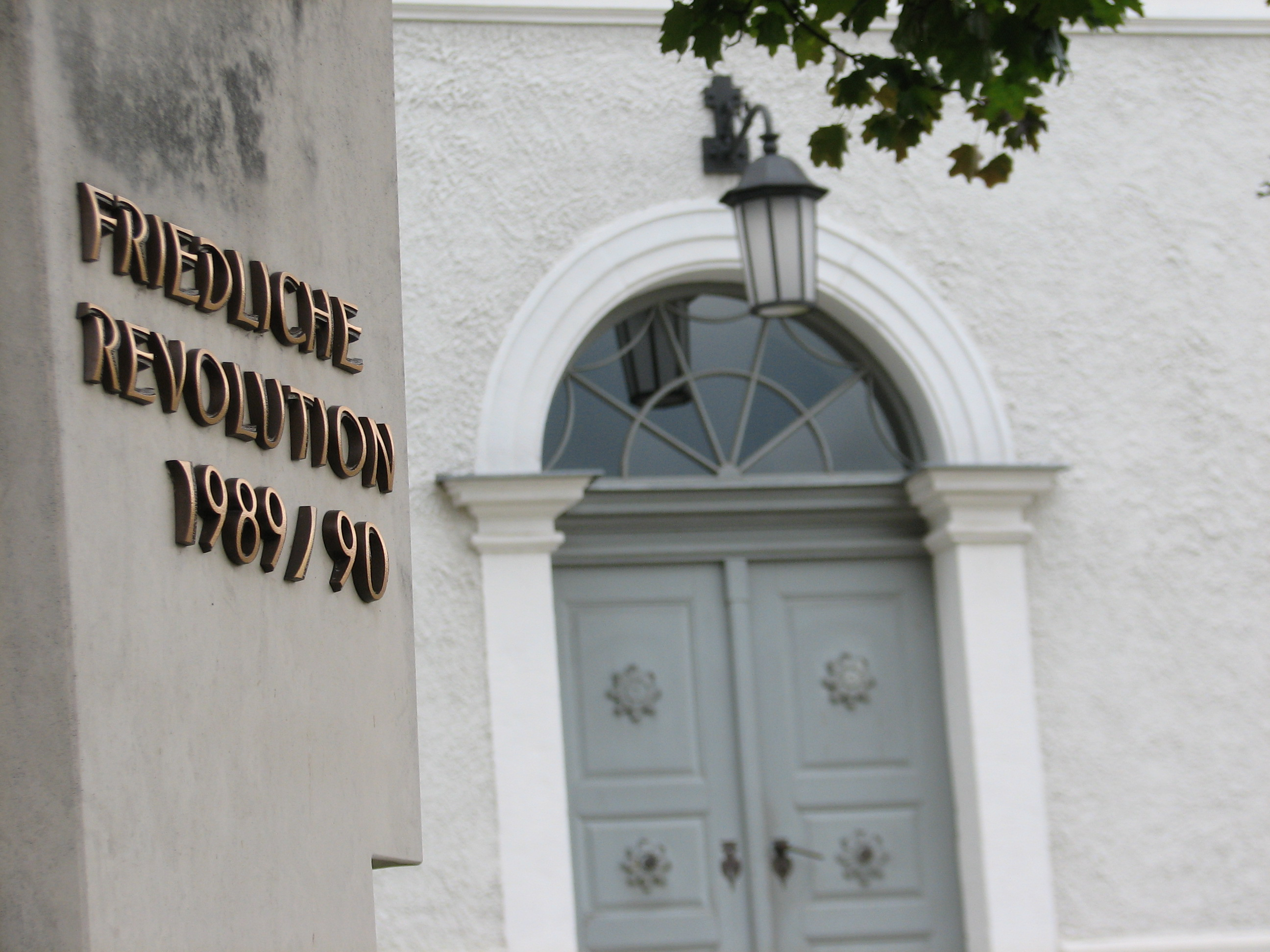
Gedenk-Stele Friedliche Revolution 1989/90 (Ausschnitt) in Zeulenroda vor der Dreieinigkeitskirche, errichtet im Oktober 2009

- Ein Denkmal auf dem Rosa-Luxemburg-Platz erinnert an die Opfer des Zweiten Weltkriegs.
- Im Altenheim an der Pausaer Straße wird seit 1957 mit einer Gedenktafel des Sozialdemokraten Franz Philipp gedacht, der nach mehrfacher Verfolgung 1943 im Gestapogefängnis im Weimarer Marstall ermordet wurde. Das Heim trug bis 1989 seinen Namen.
- Seit 1951 erinnert in der Nähe des ehemaligen Oberen Bahnhofs ein VdN-Denkmal an die Opfer der faschistischen Konzentrationslager.
- Eine Grabstätte mit Gedenkstein auf dem Friedhof des Ortsteils Weckersdorf erinnert an drei unbekannte sowjetische Kriegsgefangene, die Opfer von Zwangsarbeit wurden.
- Seit 1994 erinnert in Quingenberg ein Gedenkstein an die vier beim Einsturz der im Bau befindlichen Talsperrenbrücke 1973 ums Leben gekommenen Arbeiter.
- Vor der Dreieinigkeitskirche erinnert seit 2009 ein Gedenkstein an die Friedliche Revolution in der DDR.

### Parks
Das in einem Waldstück am Stadtrand Zeulenrodas gelegene Tiergehege „Rabensleite“ beherbergt verschiedene – vorwiegend einheimische – Tierarten (z. B. Rothirsche, Uhus, Schafe, Ziegen, Kängurus) und ist öffentlich zugänglich. Der Eintritt ist frei. Im Zentrum der Stadt befindet sich der Puschkinpark, der mit Spielgeräten für Kinder ausgestattet ist.

### Sport

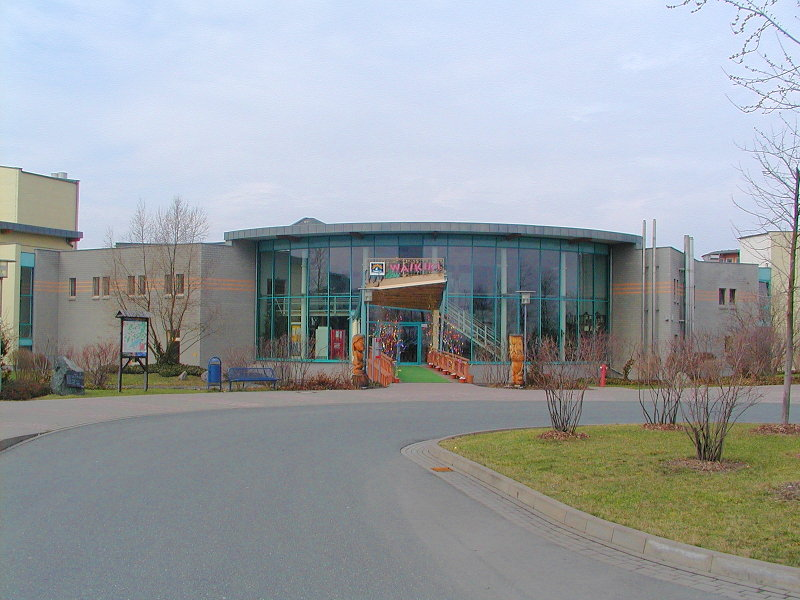
Badewelt Waikiki

Zeulenroda-Triebes verfügt mit dem Waldstadion über eine Sportanlage mit drei Plätzen für Fußball, Leichtathletik und Feuerwehrsport. Mit einem eigenen Steigerturm kann sogar das Hakenleitersteigen der Feuerwehr durchgeführt werden. In Triebes befindet sich eine Sportanlage für Fußball und Tennis. Die Badewelt Waikiki mit angeschlossenem kommunalen Hallenbad sowie mehrere Turnhallen bieten weitere sportliche Betätigungsmöglichkeiten. Höchstklassiger Fußballverein der Stadt ist der FC Motor Zeulenroda, der 2011 aus der Thüringenliga in die Landesklasse abgestiegen ist. Überregional erfolgreich sind auch die Tischtennisspieler sowie die Schach-Damen, die bereits in der 1. Bundesliga spielten. Traditionell ist Zeulenroda Zielort der Internationalen Thüringen-Rundfahrt der Frauen. Von Bedeutung ist auch das jährlich stattfindende Leichtathletik-Meeting im Waldstadion und der Crosstriathlon Vogtland Challenge.

### Regelmäßige Veranstaltungen
Verschiedene Feste, darunter die Kulturnacht und das Stadtfest, finden ihren Zuspruch bei den Gästen.

## Wirtschaft und Infrastruktur
Ende des 19. Jahrhunderts war die Wirkwarenindustrie in Zeulenroda dominierend. Bekannt war z. B. die Firma Julius Römpler, die Gummitextilwaren herstellte. Triebes war Standort von Juteverarbeitung und Maschinenbau. Zu DDR-Zeiten waren in Zeulenroda die VEB WEMA (Werkzeugmaschinenbau), Möbelkombinat, Rotpunkt (Gummiwaren) sowie Elastic Mieder (Dessous) ansässig und beschäftigten mehrere Tausend Mitarbeiter. Heute sind u. a. der Dienstleistungssektor, Handel und Handwerk, Medizintechnik sowie Betriebe der Holz und Metall verarbeitenden Industrie vertreten. Die Stadt an der Talsperre setzt Hoffnungen in eine verstärkte touristische Bedeutung. Die Arbeitslosenquote beträgt 6,8 % (Stand Dezember 2015).

### Verkehr

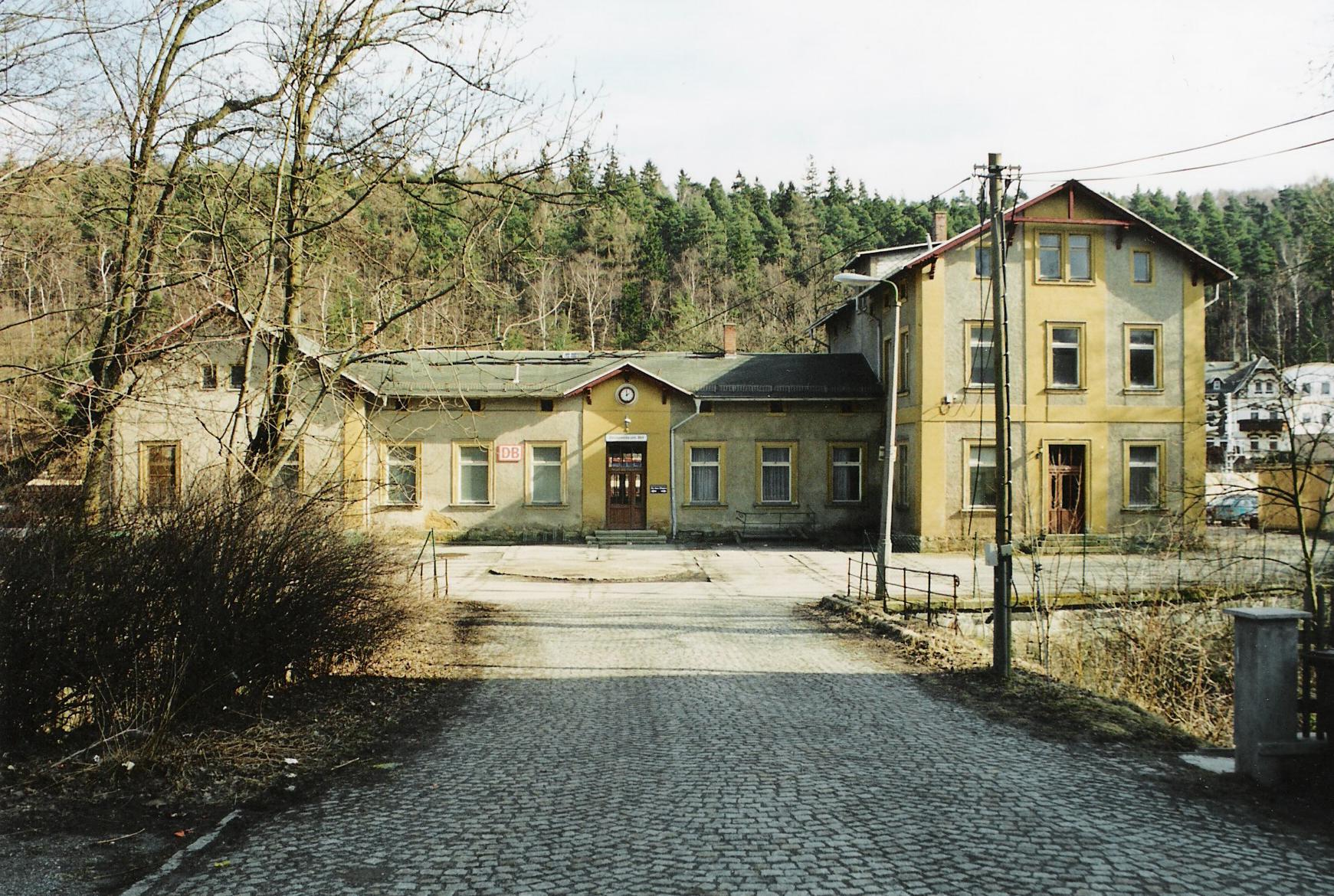
Zeulenroda Unterer Bahnhof

Zeulenroda-Triebes liegt an der B 94 verkehrsgünstig zwischen den Autobahnen A 4 Eisenach–Dresden, A 9 Berlin–Nürnberg und A 72 Chemnitz–Hof und ist nur etwa 20 Autominuten von den Anschlussstellen Triptis und Schleiz der A 9 und 30 Minuten von der Autobahnabfahrt Reichenbach im Vogtland der A 72 entfernt.
Zeulenroda-Triebes verfügt über den Haltepunkt Triebes und den Bahnhof Zeulenroda unterer Bahnhof (historisches Empfangsgebäude inzwischen abgerissen) an der Eisenbahnstrecke Weida–Mehltheuer, auf der die Erfurter Bahn verkehrt. Seit dem Fahrplanwechsel am 11. Dezember 2011 werden die Bedarfshalte Pöllwitz und Bernsgrün nicht mehr bedient.
Bis 1996 gab es außerdem die 3,66 km lange Stadtbahn Zeulenroda, die den unteren Bahnhof mit dem mitten in der Stadt gelegenen oberen Bahnhof verband. Diese 1914 eröffnete Strecke verlor zwar schon 1974 den Personenverkehr, jedoch wurde dieser am 23. September 1991 wieder eröffnet. Am 2. Juni 1996 wurde der SPNV auf dieser Strecke vom Land Thüringen endgültig abbestellt und die Strecke abgebaut.
Der ÖPNV in und um Zeulenroda-Triebes wird hauptsächlich von der PRG Greiz auf neun Buslinien bedient. Darunter ist auch eine reine Stadtlinie, die in einer Rundfahrt durch die Zeulenrodaer Innenstadt führt. Zwischen Zeulenroda und Triebes besteht mit den Linie 25, 28 und 34 ein Halbstundentakt. Darüber hinaus wird Zeulenroda nach Süden mit zwei Linien an den Vogtlandkreis und mit einer Linie an Schleiz angebunden.
| Linie | Betreiber | Linienverlauf                                                   | Taktung (Mo–Fr)  | Anschlüsse                                                            |
| ----- | --------- | --------------------------------------------------------------- | ---------------- | --------------------------------------------------------------------- |
| 24    | PRG       | Zeulenroda – Göttendorf – Wellsdorf – Greiz                     | Zweistundentakt  |                                                                       |
| 25    | PRG       | Zeulenroda – Triebes – Langenwetzendorf – Greiz (– Reichenbach) | Stundentakt (LB) | Triebes: von/nach Gera/Leipzig Reichenbach: von/nach Chemnitz/Dresden |
| 28    | PRG       | Zeulenroda – Triebes – Hohenleuben – Hohenölsen (– Gera)        | Zweistundentakt  | Zeulenroda unt. Bf:: von/nach Hof Gera: von/nach Jena/Erfurt          |
| 30    | PRG       | Stadtverkehr Zeulenroda                                         | Stundentakt      |                                                                       |
| 34    | PRG       | Zeulenroda – Triebes – Staitz / Hohenölsen – Weida              | Zweistundentakt  | Weida: von/nach Gera                                                  |
| 35    | PRG       | Zeulenroda – Pahren – Förthen / Stelzendorf – Zeulenroda        | Zweistundentakt  |                                                                       |
| 36    | PRG       | Zeulenroda – Pöllwitz – Pausa – Bernsgrün – Arnsgrün – Dobia    |                  |                                                                       |
| 40    | PRG       | Zeulenroda – Auma – Triptis                                     | Stundentakt (LB) | Triptis: von/nach Saalfeld/Gera                                       |
| 41    | POB       | Zeulenroda – Pausa – Mühltroff – Schönberg – Mehltheuer         | Zweistundentakt  | Mehltheuer: von/nach Falkenstein                                      |
| 42    | POB       | Zeulenroda – Pausa – Mehltheuer – Syrau – Plauen                | Zweistundentakt  | Plauen: von/nach Hof/Dresden                                          |
| 45    | PRG       | Zeulenroda – Merkendorf – Stelzendorf – Auma – Staitz           |                  |                                                                       |
| 132   | KomBus    | Zeulenroda – Schleiz                                            | Zweistundentakt  |                                                                       |

Die nächstgelegenen internationalen Verkehrsflughäfen befinden sich in Leipzig, Dresden, Erfurt und Nürnberg.

### Ansässige Unternehmen

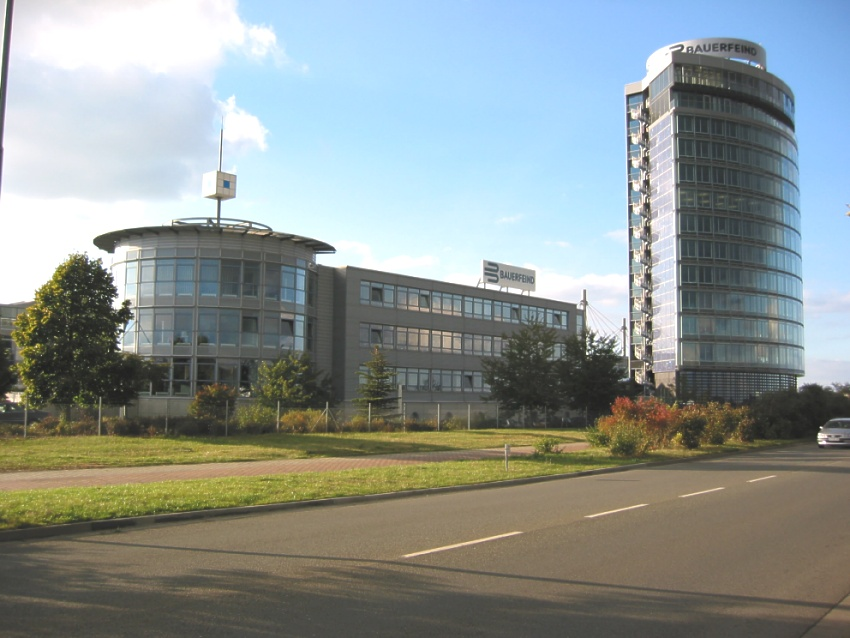
Verwaltungsgebäude der Bauerfeind AG

Zu den wichtigen Unternehmen in Zeulenroda-Triebes zählen unter anderem die Bauerfeind-Gruppe, die Raster-Zeulenroda Werkzeugmaschinen GmbH, die Zeulenroda Präzision Maschinenbau GmbH, neuform Türenwerk Hans Glock GmbH, die Fein-Elast Umspinnwerk GmbH, Solamagic GmbH, die Metallgießerei Heinz Brückner, die FEFA Fenster & Fassaden Produktions GmbH, die TRIMA Triebeser Maschinenbau GmbH und die Holz Neudeck GmbH. Größter Arbeitgeber der Stadt mit über 1100 Beschäftigten ist die unter der Führung von Hans B. Bauerfeind stehende Bauerfeind AG (Hersteller medizinischer Hilfsprodukte). Ihr 53 m hohes Verwaltungsgebäude ist der erste Hochhaus-Neubau Thüringens seit der Wiedervereinigung Deutschlands.

### Medien
Als regionale Zeitung erscheint eine Lokalausgabe der Ostthüringer Zeitung für Zeulenroda-Triebes und Umgebung.

### Bildung
In Zeulenroda-Triebes befinden sich an vier Standorten Grund- und Regelschulen, das Friedrich-Schiller-Gymnasium, das Staatliche Förderzentrum, eine Berufsbildende Schule sowie die Städtische Musikschule „Fritz Sporn“, eine Außenstelle der Volkshochschule Greiz und zwei Bibliotheken.

## Persönlichkeiten

### Ehrenbürger
- Gerhard Helmert, letzter Bürgermeister von Triebes
- Friedrich Reimann (1896–1991), Jagd- und Tiermaler
- Johannes Schaub (1919), 1981 Initiator des Heimatblatts Der Karpfenpfeifer
- Hans B. Bauerfeind (1940–2023), Vorstandsvorsitzender der Bauerfeind AG
- Peter Herda (1938–2014), ehemaliger stellvertretender Bürgermeister

### Söhne und Töchter der Stadt
In den Orten, die heute zur Stadt Zeulenroda-Triebes gehören, wurden folgende Personen von überregionaler Bedeutung geboren (Geburtsorte in Klammern):
- Georg Kresse (1604–1641), Bauerngeneral des Dreißigjährigen Kriegs, wurde wahrscheinlich in Dörtendorf geboren
- Johann Christian Gottlieb Ackermann (1756–1801), (Zeulenroda), Mediziner, Chemiker
- Friedrich August von Gebler (1781–1850), (Zeulenroda), Mediziner, Botaniker, Zoologe, Entomologe
- Christian Heinrich Schopper (1787–1864), (Zeulenroda), Strumpffabrikant; zeichnete Entwürfe für Rathaus und Kirche
- Johann Gottlieb Stemler (1788–1856), (Zeulenroda), Arzt und Politiker
- Ehregott Grünler (1797–1881), (Zeulenroda), Porträtmaler (u. a. von Goethe)
- Louis Metz (1802–1882), (Zeulenroda), Nadlermeister und Abgeordneter im ersten Landtag Reuß jüngerer Linie
- Franz Hoffmann (1811–1871), (Zeulenroda), Pfarrer und Abgeordneter sowie Alterspräsident im Greizer Landtag
- Heinrich Rohn (1815–1896), (Triebes), Gutsbesitzer, Mitglied im Landtag Reuß jüngerer Linie
- Ferdinand Schröder (1818–1857), (Zeulenroda), Arzt, Karikaturist, Abgeordneter der Frankfurter Nationalversammlung
- Georg Schleif (1822–1864), (Triebes), Gutsbesitzer, Abgeordneter im Landtag Reuß jüngerer Linie
- Otto Hoppe (1829–1891), (Triebes), Architekt
- Theodor von Dietel (1830–1900), (Zeulenroda),  Richter, Lamndrat und Abgeordneter im Greizer Landtag
- Adolph Werner (1836–1910), (Zeulenroda), Verwaltungsbeamter und Abgeordneter im Greizer Landtag
- Franz Ludwig (1841–1922), (Zeulenroda), Posamentiermeister und Abgeordneter im Greizer Landtag
- Wilhelm Liebold (1844–1920), (Zeulenroda), Kaufmann und Abgeordneter im Greizer Landtag
- Louis Wilhelm Decker (1846–1915), (Zeulenroda), Fabrikant, Stadtrat und Ehrenbürger in Mittweida
- Carl Schopper (1846–1885), (Zeulenroda), Unternehmer und Abgeordneter im Greizer Landtag
- Gustav Schreck (1849–1918), (Zeulenroda), Thomaskantor in Leipzig
- Heinrich Seeling (1852–1932), (Zeulenroda), Architekt zahlreicher Theater (z. B. Theater am Schiffbauerdamm in Berlin, Theater in Gera)
- Adolph Kraus (1858–1901), (Zeulenroda), Bildhauer
- Gustav Scheinpflug (1867–1932), (Zeulenroda), Baumeister und Abgeordneter im Greizer Landtag
- Hans Krocker (1872–1946), (Zeulenroda), Schriftsteller und Verleger
- Gustav Sigling (1875–1943), (Zeulenroda), Politiker (USPD), Abgeordneter im Greizer Landtag
- Paul Poser (1876–1940), (Zeulenroda), Architekt
- Curt Kühne (1883–1963), (Zeulenroda), Architekt und Stadtbaudirektor
- Carl Baumgärtel (1884–1952), (Zeulenroda), Unternehmer, Politiker (DVP), Regierungsmitglied ohne Geschäftsbereich in der thüringischen Landesregierung Baum
- Friedrich Lorenz Schmidt (1886–1970), (Zeulenroda), Heimatschriftsteller
- Fritz Riebold (1888–1968), (Zeulenroda), Schriftsteller und Pfadfinderführer
- Friedrich Dietsch (1889–1961), (Zeulenroda), Maler
- Fritz Wächtler (1891–1945), (Triebes), nationalsozialistischer Politiker, Gauleiter
- Erich Schopper (1892–1978), (Zeulenroda), Generalleutnant
- Clemens Flach (1893–1956), (Triebes), Politiker (Wirtschaftspartei), Abgeordneter des Thüringer Landtages
- Karl Lotter (1893–1963), (Zeulenroda), Reichskriegsanwalt
- Adolf Scheibe (1895–1958), (Zeulenroda), Entwickler der Quarzuhr in Deutschland
- Walther Heitmüller (1900–1945), (Zeulenroda), SA-Führer, Mitglied des nationalsozialistischen Reichstags
- Fritz Hesse (1903–1971), (Triebes), Politiker (SPD), Abgeordneter des Niedersächsischen Landtages
- Rudolf Liebold (1903–1990), (Zeulenroda), Maschinenbauingenieur
- Hermann Weidhaas (1903–1978), (Zeulenroda), Kunsthistoriker
- Fritz Roth (1905–1987), (Zeulenroda), Genealoge
- Hans Steger (1907–1968), (Zeulenroda), Bildhauer
- Fritz Geißler (1907–1968), (Zeulenroda), Widerstandskämpfer, SED-Funktionär
- Frida Wötzel (1907–?), (Zeulenroda), Aufseherin im KZ Ravensbrück
- Erich Rother (1908–1983), (Triebes), Maler
- Hermann Schneider (* 1918), (Triebes), Maschinenbauingenieur
- Rudolf Feustel (1925–2018), (Zeulenroda), Prähistoriker
- Werner Zeitler (1926–2004), (Triebes), Politiker (SPD), MdB
- Manfred Lorenz (1929–2017), (Triebes), Sprachwissenschaftler
- Ruth Weber (* 1930), (Zeulenroda), Gebrauchsgrafikerin und Illustratorin
- Friedhelm Schuricht (1931–2018), (Zeulenroda), Politiker (SPD), Mitglied des Niedersächsischen Landtages
- Günter Fanghänel (* 1935), (Zeulenroda), Mathematikdidaktiker, Sachbuchautor und Kriminalromanschriftsteller
- Johanna Eckardt-Neudeck (* 1935), (Zeulenroda), Designerin
- Hans B. Bauerfeind (1940–2023), (Zeulenroda), Vorstandsvorsitzender der Bauerfeind AG
- Gudrun Schmidt (* 1941), (Zeulenroda), Skilangläuferin
- Friedrich Schenker (1942–2013), (Zeulenroda), Komponist
- Brigitte Roßbeck (1944–2022), (Zeulenroda), Historikerin und Schriftstellerin
- Heike Doutiné (* 1945), (Zeulenroda), Schriftstellerin
- Gerd Schenker (* 1948), (Zeulenroda), Schlagzeuger
- Jürgen Raab (* 1958), (Triebes), Fußballspieler und -trainer
- Jürgen Köberlein (1958–2006), (Zeulenroda), Fußballspieler
- Thomas Barth (* 1960), (Zeulenroda), Radrennfahrer
- Diana Skibbe (* 1961), (Zeulenroda), Politikerin (Die Linke), Mitglied des Thüringer Landtages
- Jörg Burow (* 1961), (Zeulenroda), Fußballspieler
- Mathias Pittelkow (* 1961), (Zeulenroda), Fußballspieler
- Martina Walther (* 1963), (Zeulenroda), Ruderin
- Anke Weschenfelder (* 1964), (Zeulenroda), Autorin
- Kay Voigtmann (* 1968), (Zeulenroda), Illustrator
- Henning Bürger (* 1969), (Zeulenroda), Fußballspieler und -trainer
- Doreen Dietel (* 1974), (Zeulenroda), Schauspielerin
- Thomas Nitzsche (* 1975), (Zeulenroda), Politiker (FDP), Oberbürgermeister von Jena
- Ivonne Teichmann (* 1977), (Zeulenroda), Mittelstreckenläuferin
- Torsten Leveringhaus (* 1978), (Zeulenroda), Politiker (Bündnis 90/Die Grünen), Mitglied des Hessischen Landtages
- Daniel Beilschmidt (* 1978), (Zeulenroda), Organist
- Andreas Jähnert (* 1985), (Zeulenroda), Theaterschauspieler und -regisseur
- Alexander John (* 1986), (Zeulenroda), Hürdenläufer
- René Enders (* 1987), (Zeulenroda), Bahnradsportler
- Michéle Rödel (* 1987), (Zeulenroda), Opern- und Konzertsängerin[11]
- André Schmidt (* 1989), (Zeulenroda), Fußballspieler

## Sonstiges

### Trivia
1839 wird ein Rundwirkmaschine aus Zeulenroda ins württembergische Ebingen geliefert. Verbesserte Nachbauten und die Schafzucht sind entscheidende Impulse in der  Entwicklung der schwäbischen Textilindustrie.

### Mundart
Zeulenroda-Triebes liegt im Verbreitungsgebiet der südostthüringischen Mundart, die zur thüringisch-obersächsischen Dialektgruppe gehört. In Zeulenroda sind die Zellreder Geschichten bekannt, kurze volkstümliche Erzählungen in Zeulenrodaer Mundart, die überwiegend im kleinbürgerlichen Milieu angesiedelt sind. Sie erschienen zuerst in der Heimatbeilage des Reußischen Anzeigers. Später wurden sie mehrfach in Buchform und als Hörbuch-CD herausgegeben. Ein Sprachbeispiel (aus: Müller, Herbert. Zellreder Geschicht’n (2005). S. 48):
- Gestern hab ich wos gehaert, un wenn ich die Frea, die mrsch gesocht hat, net su genau kennen tät, ich hätt’s gar net gegleabt. Ne suwas, was doch alles su passiert heitzetoche. („Gestern habe ich etwas gehört, und wenn ich die Frau, die es mir gesagt hat, nicht so genau kennen würde, hätte ich es gar nicht geglaubt. Nein so etwas, was doch alles so passiert heutzutage.“)

### Karpfenpfeiferlegende

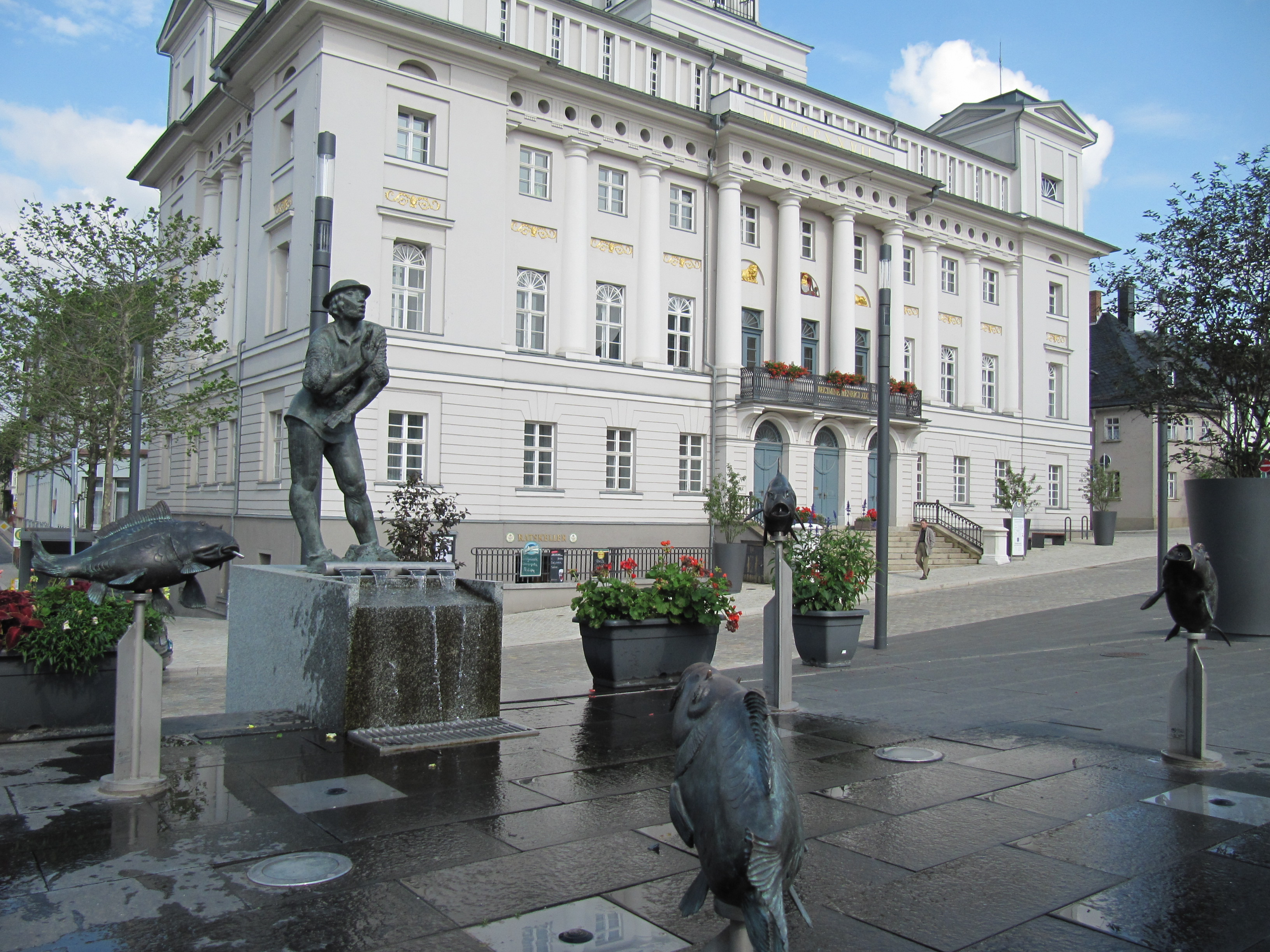
Karpfenpfeifer-Wasserspiel auf dem Markt in Zeulenroda-Triebes

Nach einer Legende mussten einmal Zeulenrodaer den fürstlichen Herren in Greiz helfen, den Schlossteich abzufischen. Zum Lohn wurden sie zum abendlichen Karpfenessen eingeladen. Da aber die Greizer Karpfen wegen der verschmutzten Teiche nach Schlamm schmeckten und sie den Zeulenrodaern, die für ihre guten Karpfen aus den eigenen Teichen bekannt waren, nicht mundeten, machte einer von ihnen seinem Unmut Luft. Er stand auf und rief: „Wir pfeifen auf eure Karpfen!“ Seit diesem Tage tragen die Zeulenrodaer Bürger den Spitznamen „Karpfenpfeifer“, den der in seiner Ehre gekränkte Hochkoch in die Welt gesetzt haben soll.
Die Bronzestatue eines mittelalterlich gekleideten Mannes auf einem Sockel ist die des Hofkoches. Diese hat ihren Standort auf dem Marktplatz Zeulenroda-Triebes, die von sieben springenden Karpfen ergänzt wird. Die Statue wurde 1960 von Karl-Heinz Appelt geschaffen und 2010 durch die Karpfen ergänzt. Appelt war 2013 verstorben.

### MS Zeulenroda
1966 lief im Rostocker VEB Schiffswerft Neptun der Holzfrachter Zeulenroda vom Stapel. Das Schiff der DDR-Handelsflotte fuhr vorrangig in die Häfen des Weißen Meeres. Nach dem Ende der DDR wurde das Schiff ins Ausland verkauft und umbenannt.